# Georgia Carroll
Georgia Carroll (18 de noviembre de 1919-14 de enero de 2011) fue una cantante, modelo y actriz estadounidense, conocida sobre todo por su trabajo con la orquesta big band de Kay Kyser a mediados de la década de 1940. Ella y Kyser estuvieron casados en 1944 hasta que él murió en 1985.
Hija de Mr. y Mrs. Roger Carroll, nació en Blooming Grove, Texas, donde su padre criaba ovejas. Su familia se trasladó a Dallas, Texas, donde se graduó en la Escuela Preparatoria Woodrow Wilson.
Uno de sus primeros trabajos fue como modelo para unos grandes almacenes de Dallas, Texas. Finalmente se trasladó a Nueva York y trabajó para la agencia de modelos John Powers. Mientras trabajaba como modelo en Nueva York, tomó clases de canto.
Tuvo su primer contacto con la fama cuando fue la modelo de la estatua "The Spirit of the Centennial" en la Texas Centennial Exposition de 1936 en el Fair Park de Dallas, Texas. La estatua sigue en pie frente al actual Museo de las Mujeres.  Se graduó en 1937 en la Escuela Preparatoria Woodrow Wilson de Dallas y ha sido incluida en el Salón de la Fama de la escuela junto con muchos otros conocidos graduados.[cita requerida]
Carroll llegó a Hollywood cuando los productores quisieron que interpretara a Daisy Mae en una versión cinematográfica de Li'l Abner. Sin embargo, su estatura le costó esa oportunidad cuando resultó ser más alta que el actor seleccionado para interpretar al personaje principal.
Su carrera como actriz comenzó en 1941, cuando apareció en varios pequeños papeles no acreditados en películas como Maisie Was a Lady, con Lew Ayres y Ann Sothern, Ziegfeld Girl, con Judy Garland, así como You're in the Army Now y Navy Blues, en ambas con el Navy Blues Sextette.
Interpretó el papel de Betsy Ross en el musical de James Cagney Yankee Doodle Dandy en 1942. También trabajó como modelo, apareciendo en anuncios de cepillos Jewelite, entre otros productos. Anne Taintor utilizó algunos de estos anuncios en los que aparecía Carroll para expresar la voz de la mujer moderna.[cita requerida]
En 1943, Carroll se unió a la banda de Kay Kyser, Kay Kyser's Kollege of Musical Knowledge, como vocalista principal. Aprovechando su atractivo físico, recibió el apodo de "Gorgeous Georgia Carroll", probablemente como referencia jocosa al luchador profesional George Wagner, que usaba el nombre de Gorgeous George. Como miembro de la banda de Kyser, Carroll apareció en tres películas: Around the World, Carolina Blues y, sobre todo, Thousands Cheer, una película para levantar la moral en la Segunda Guerra Mundial que dio a los aficionados la oportunidad de ver a Kyser y su banda en Technicolor. La banda de Kyser tiene una actuación destacada cerca del final de la película, con Carroll interpretando en solitario un interludio clave del estándar de Arthur Freed/Nacio Herb Brown "Should I?".
En 1945, Carroll se casó con Kyser y no volvió a aparecer en películas, retirándose de la actuación en 1946; Kyser se retiró de la actuación en 1951. La pareja, que tuvo tres hijos, siguió casada hasta la muerte de él en 1985. Carroll vivía en Chapel Hill desde su jubilación. La Universidad de Carolina del Norte en Chapel Hill custodia un gran archivo de documentos y material sobre Kay Kyser que fue donado por Carroll.